# バル (民俗舞踊)

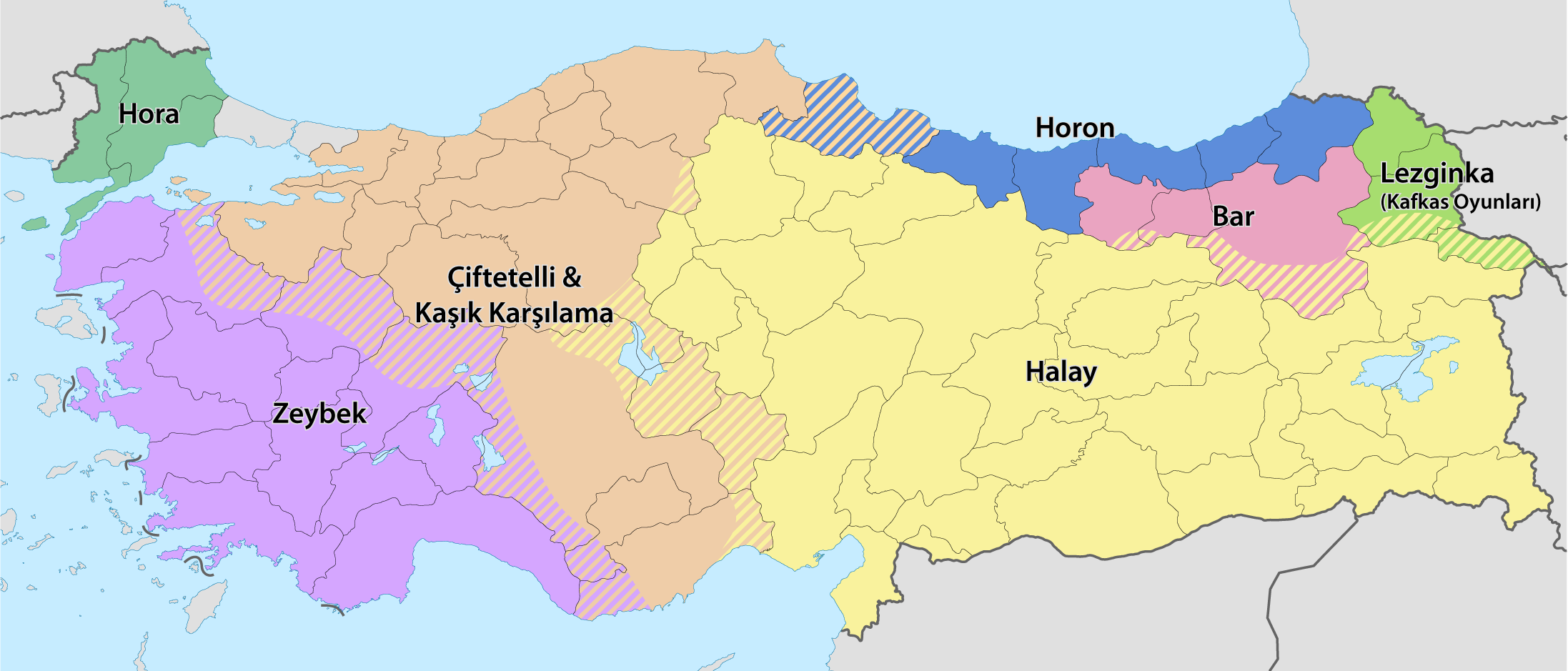
今日のトルコにおける民俗舞踊の分布の傾向

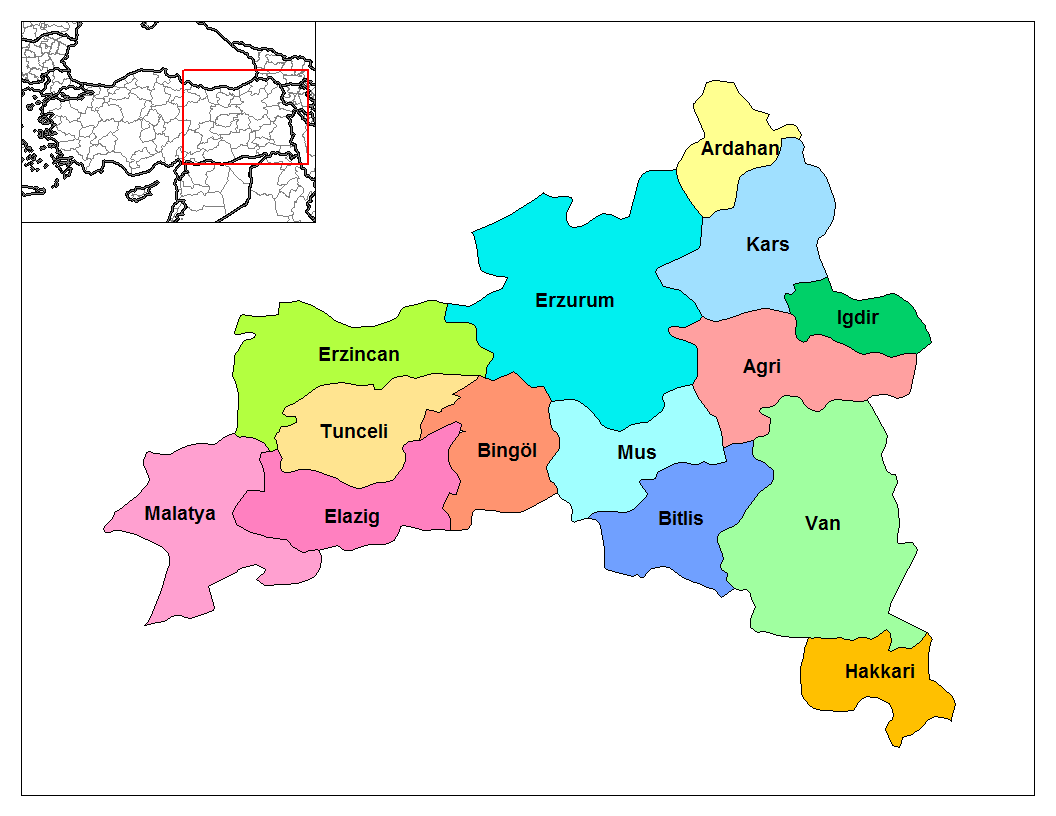
東アナトリア地方の県

バル(Bar)はトルコの東アナトリア地方の民俗舞踊の一形態である。バル(Bar)という言葉はアルメニア語の「踊り」の意味の言葉"Պար" (bar) に由来する。開いた輪で集団で踊る。東アナトリア地方のほぼ全域に広まっており、特にエルズルム県、アルトヴィン県、バイブルト県、アール県、カルス県、エルズィンジャン県で見られる。

## 特徴
手をつないで、あるいは肩や腕を組んで踊る特徴があり、男性と女性のバルはそれぞれ異なる。バルの伴奏では davul と ズルナ が主に使われており、女性のバルにはクラリネットが追加されるようになった。5/8、9/8で踊られることが多く、6/8および12/8も時折見受けられる。特にトルコの民俗音楽において最も特徴的な拍子である アクサク の9/8拍子は、このダンスにおいても非常に異なる興味深い形で適用されている。 通常、現地の民俗衣装を着て、常に誇りをもって踊り、跳ねる動作に合わせて、回すように手を振る。